# アルメニアの国章

アルメニア・ソビエト社会主義共和国の国章

アルメニアの国章（アルメニアのこくしょう）とは1992年4月19日に制定されたアルメニアの徽章のこと。

## 概要
サポーターである鷲と獅子が四つの紋章の中央に小盾を配した盾を抱える図柄。小盾にはノアの箱舟とアララト山が描かれ、盾の中の四つの図形はアルメニアの4つの王朝を象徴している。鷲と獅子の足元（コンパートメント）には布片、断ちきられた鎖、小麦の束、羽ペン、剣が配されている。

## 構成要素
- 盾は四分割されている。向かって左上（デキスター・チーフ）と右下（シニスター・ベース）は赤、向かって右上（シニスター・チーフ）と左下（デキスター・ベース）は青で塗り分けられている。
- 左下には青い地に白い菊花型とたがいに振り返った二羽の鷲が描かれている。これは紀元前1世紀のアルメニア王国のシンボル（国旗）である。
- 右上には青地に翼を広げた白い双頭の鷲が描かれている。これは1世紀に興ったアルシャクニ朝の4世紀のキリスト教化のシンボル（キリスト教をもたらしたローマの象徴）である。
- 左上には赤い地に白い十字架を背に乗せ右に向かって駆ける獅子が描かれている。これは9世紀のバグラトゥニ王朝のシンボルである。
- 右下には白い十字架とこちらに顔を向けた獅子が描かれている。これは11世紀のキリキア・アルメニア王国のシンボルである。
- 中央の小盾（インエスカッシャン）には大小二つの峰のある山とその上に止まった箱舟が描かれている。山はアルメニアの象徴であるアララト山（大アララト山と小アララト山）。船はノアの箱舟。大アララト山と小アララト山は、アルメニア・ソビエト社会主義共和国の国章の中央にもあしらわれていた。
- 左右に配された金（黄）の鷲と獅子は、盾の中の四つのシンボルに由来している。
- 布片はアルメニアの旗を象徴する。
- 断ちきられた鎖は自由と独立を象徴する。
- 小麦の束は勤勉がもたらす実りを象徴する。
- 羽ペンは文化を象徴する。
- 剣はアルメニアの民族の力強さを象徴する。